# Dichomeris mercatrix
Dichomeris mercatrix is een vlinder uit de familie van de tastermotten (Gelechiidae). De wetenschappelijke naam van de soort is voor het eerst geldig gepubliceerd in 1986 door Hodges.

## Type
- holotype: "female, 18.VII.1963 G. Franc1emont. USNM Genitalia Slide 12352"
- instituut: USNM
- typelocatie: "USA, New York, Tompkins County, McLean Bogs. Reserve"[3]